# Škofija Saskatoon
Škofija Saskatoon je rimskokatoliška škofija s sedežem v Saskatoonu (Kanada).

## Geografija
Škofija zajame področje 44.800 km² s 245.000 prebivalci, od katerih je 86.645 rimokatoličanov (35,4 % vsega prebivalstva).
Škofija se nadalje deli na 105 župnij.

## Škofje
- Gerald C. Murray (18. april 1934-8. januar 1944)
- Philip Francis Pocock (7. april 1944-6. avgust 1951)
- Francis Joseph Klein (28. februar 1952-25. februar 1967)
- James Patrick Mahoney (20. september 1967-2. marec 1995)
- James Vernon Weisgerber (7. marec 1996-7. junij 2000)
- Albert LeGatt (26. julij 2001-danes)